# Albatros D.X
L'Albatros D.X, designazione aziendale L 38, era un caccia monomotore biplano realizzato dalla allora azienda tedesco imperiale Albatros Flugzeugwerke GmbH negli anni dieci del XX secolo e rimasto allo stadio di prototipo.
Sviluppato contemporaneamente al pari ruolo Albatros D.XI, non riuscì a superare i concorrenti durante le prove comparative indette dall'Idflieg ed il suo sviluppo venne abbandonato.

## Storia del progetto
Come risultato della veloce evoluzione dell'arma aerea durante tutta la prima guerra mondiale, dove entrambe le contrapposte forze delle nazioni della Triplice intesa e degli Imperi centrali riuscivano a sviluppare aerei sempre più avanzati, all'inizio del 1918, l'Idflieg esortava le aziende aeronautiche a sviluppare nuovi modelli in grado di raggiungere prestazioni superiori di quelle fornite dai velivoli già in servizio nei reparti della Luftstreitkräfte, la componente aerea del Deutsches Heer (l'esercito imperiale tedesco). In quest'ambito anche l'Albatros Flugzeugwerke avviò la costruzione di un modello che riuscisse a superare le prestazioni del precedente D.VII il cui sviluppo venne abbandonato.
A tale scopo il gruppo di lavoro che faceva capo all'ingegnere Robert Thelen avviò uno sviluppo parallelo di due distinti nuovi modelli che conservavano l'impostazione generale del loro predecessore, monomotore monoposto a velatura biplana e carrello fisso, pur introducendo tra loro molte soluzioni tecniche condivise e che si distinguevano essenzialmente per la motorizzazione, diversa per casa costruttrice, architettura e potenza erogata, l'Albatros D.IX ed il D.X.
Benché strutturalmente risultassero simili al D.VII, per diminuire la sezione frontale al fine di ottenere una maggiore velocità massima, venne ottimizzato il disegno della fusoliera abbandonando la sezione ellissoidale per una più squadrata, "tagliata" su fianchi e parte ventrale raccordati tra loro con angoli smussati, mantenendo la copertura della stessa in pannelli di compensato. Vennero inoltre introdotte modifiche alla velatura che utilizzava, come struttura di rinforzo delle ali, una coppia di montanti "ad I" dotati di profilo alare, uno per lato, integrati da tiranti diagonali in cavetto d'acciaio. L'impennaggio, caratterizzato dall'elemento verticale integrato nella struttura dorsale della fusoliera e avanzato rispetto a quello orizzontale composto da un timone di profondità in unico elemento sporgente dalla coda, rimase invece sostanzialmente invariato.
Per la propulsione si optò per un motore Benz Bz.IIIbo, un 8 cilindri a V raffreddato a liquido in grado di erogare una potenza pari a 195 PS (144 kW).
Il prototipo, numero di serie 2206/18, venne portato in volo nei primi mesi del 1918 quindi presentato, nel giugno di quello stesso anno, alla seconda valutazione comparativa organizzata dall'Idflieg tra prototipi di modelli D-Typ tenuta presso l'aerodromo di Adlershof, nei dintorni di Berlino, dove i piloti da caccia della Luftstreitkräfte erano invitati a partecipare direttamente alla valutazione ed alla selezione dei nuovi velivoli da destinare alla produzione di serie. In quell'occasione le impressioni riportate dai piloti non furono positive, con le prestazioni espresse inferiori ai modelli concorrenti, di conseguenza il suo sviluppo venne accantonato utilizzando tuttavia la cellula per lo sviluppo del triplano Albatros Dr.II.

## Utilizzatori
Germania
- Luftstreitkräfte

utilizzato solo in prove comparative